# M-1グランプリ2017
『M-1グランプリ2017』（エムワングランプリ2017）は、吉本興業・朝日放送主催の漫才コンクール「M-1グランプリ」の第13回大会。2017年12月3日（日曜日）に決勝戦が開催され、ABCテレビ・テレビ朝日系列にて18:57 - 22:10に生放送された。優勝者はとろサーモン。

## 概要
通算13回目の開催となった2017年大会にはプロ、アマチュア問わず4094組がエントリーした。プレミアムスポンサーは前回大会からCygames、サントリー、日清食品、ファミリーマートが揃って続投。
決勝戦は準決勝を勝ち上がったかまいたち、ゆにばーす、マヂカルラブリー、さや香、ミキ、とろサーモン、和牛、ジャルジャル、カミナリの9組、そして敗者復活戦を制したスーパーマラドーナを加えた10組で行われた。
今大会より、決勝戦に新システム「笑神籤（えみくじ）」を導入。準決勝からの進出組のネタ順を一気に抽選することによって、「『最初にネタを披露する組（トップバッター）は不利で、最後に発表される敗者復活組は有利』という傾向がある」とされてきた従来の構成を一新し、生放送の冒頭に敗者復活1組を発表したうえで、準決勝からの進出組と同じ条件で、ネタの披露前ごとにネタ順を抽選する方法へ変更した。この方法では、「笑神籤」で引かれた組がそのままネタを披露できる一方で、ネタ順が最後まで決まらないことによって前述した傾向を排除できることが見込まれていた。そのため、歴代最多に並ぶ10組を対象にネタ順を合計で10回抽選することなどを背景に、テレビ中継の放送時間を過去最長の193分間（18:57 - 22:10）に設定した。
審査員は従来の7人制に戻り、前回大会からオール巨人、中川家・礼二、博多大吉、松本人志、上沼恵美子が揃って続投したほか、渡辺正行が第10回大会以来3大会ぶり（7年ぶり）、春風亭小朝が第4回大会以来9大会ぶり（13年ぶり）に担当した。
決勝戦の司会は11大会連続の今田耕司と、6大会連続の上戸彩。
朝日放送（当時）では、ABCテレビにおいて決勝前週の11月26日に、12:55 - 13:55の放送枠（本来は同局制作の『新婚さんいらっしゃい!』『パネルクイズ アタック25』を編成）で、テレビ朝日系列全国ネット向け事前特別番組『M-1グランプリ2017 村に芸能人がやってきた!〜M-1王者の漫才旅〜』を放送した。この特別番組では、5代目王者のブラックマヨネーズと、6代目王者のチュートリアルが司会を担当。復活後の王者であるトレンディエンジェルと銀シャリが日本国内のとある村で、村民のオーダーメイドによる漫才を披露した模様を放送。決勝当日の12月3日には14:35 - 16:30で敗者復活戦、18:57 - 22:10で決勝の生中継を全国ネット向けに放送した。
ABCラジオでは、塚本麻里衣（朝日放送テレビアナウンサー）の進行で、決勝のサイマル生中継を組み込んだ特別番組『ラジオでウラ実況!?M-1グランプリ2017』を19:00 - 22:30に放送した。

## 大会経過

### 1回戦から準々決勝まで
1回戦は8月1日から10月1日にかけて、北海道、仙台、埼玉、千葉、東京、名古屋、大阪、広島、福岡、沖縄の10都道府県で開催。その後は東京、大阪・京都の2地区に分けて、10月3日 - 12日に2回戦、10月20日 - 26日に3回戦、11月2日・3日に準々決勝が開催された。
エントリーした4094組中、準々決勝に進出したのは105組。そのうち東京3回戦を通過したのは62組、大阪・京都3回戦を通過したのは43組。

### 話題を集めたコンビ
- 「完熟フレッシュ」（池田57CRAZY、池田レイラ）: 元ロックンロールコメディーショーの池田57CRAZYこと池田哲也と、その娘のレイラによるコンビ。準々決勝に進出し、ベストアマチュア賞を受賞した。
- 「おいでやすレトリィバァ」（おいでやす小田、ゆりやんレトリィバァ）：ピン芸人同士による即席コンビ。3回戦進出。小田はこがけんとおいでやすこがを組みM-1グランプリ2020で決勝進出。
- 「薔薇とノンフィクション」（彩羽真矢、松原タニシ）: 宝塚歌劇団・宙組の元男役のタレントとピン芸人による即席コンビ。
- 「潮干狩」（前野朋哉、大野拓郎）：共に俳優。テレビドラマ『わろてんか』で、漫才師役を演じたことにちなんで出場。
- 「SCANDAL」（りんたろー。、兼近大樹）：「EXIT」の前身コンビ。3回戦に進出し、ネタが一定の評価を受けたため正式にコンビとなった。
- 「たにんどん」（仁井谷正充、大和田美咲）：コンパイル元社長が新作ゲームソフトの宣伝を兼ねて出場したコンビ。ナイスアマチュア賞受賞[6]。
- 「ロングロング」（長尾丈史、長峰正典）:ワタナベエンターテインメント所属の漫才師。3回戦でしゃべくり漫才で大ウケをかっさらった後に準々決勝で「なんでそんなん言うん？」というリズムネタを披露して失敗し、その落差が話題となった。
- 「アモーン」（関口まじめ、田村基樹）:浅井企画所属の漫才師。3回戦で「最強漫才」を披露し、大受けをかっさらい後続のゆにばーすにも影響を与えたが、敗退してしまったことで話題になった。
- 「真空ジェシカ」（ガク、川北茂澄）:プロダクション人力舎所属の漫才師。3回戦でコント漫才に入ったあとに観客に意見を聞く漫才を披露し話題になった。後のM-1グランプリ2021 - 2024大会に4年連続で決勝進出。

### 準決勝
11月15日にNEW PIER HALLで開催。準々決勝を勝ち上がった29組に、GYAO!ワイルドカード枠を獲得したアキナを加えた30組が参加した。
準決勝初進出組はさや香、からし蓮根、アイロンヘッド、東京ホテイソン、ランジャタイの5組。
出番順はGYAO!ワイルドカード枠のアキナが1番手を、大自然がトリを務めた。この結果、和牛が3年連続、カミナリが2年連続、ジャルジャルが2年ぶり3度目、かまいたち、ゆにばーす、マヂカルラブリー、さや香、ミキ、とろサーモンが初の決勝進出を果たした。

### 敗者復活戦
12月3日、決勝戦直前の14時30分より六本木ヒルズアリーナで実施。視聴者投票により、準決勝敗退者から1組のみ勝ち上がることができる。GYAO!ワイルドカード枠のアキナ（予選23位）を除く、20組に出場資格が与えられた。
出番順は準決勝の順位が低い順となり、ランジャタイが1番手を、スーパーマラドーナがトリを務めた。投票の結果、予選17位のハライチ、予選10位のスーパーマラドーナが上位2組に名を連ね、23万1705票を獲得したスーパーマラドーナが決勝戦に進出した。

## 決勝戦

### ファーストラウンド
漫才披露の順番は事前の決定ではなく、今回初導入された「笑神籤（えみくじ）」によって出番の直前に決定されるようになった。また、このシステムの導入によって、かつてはファーストラウンド序盤に決定されていた敗者復活戦の結果が、番組冒頭に発表されるようになった。
1組目：ゆにばーす【626点 / 暫定1位 → 8位】
泊まりの営業で一緒の部屋に入ることになったため、シミュレーションをするというコント漫才を披露。当時としてはトップバッター史上3番目に高い点数を記録し、松本が「彼らの実力が凄いのか、お客さんが暖かいのか全くわからない」と困惑する一面もあった。大吉は「急に出番言われながら、ほぼワンミスもない」と高く評価した。
2組目：カミナリ【618点 / 暫定2位 → 9位】
この世の中で一番強い生物はクマだと主張するツッコミの石田に対し、ボケの竹内がバトルフィールドを限定した上で反論する、昨年と同様のしゃべくりの「どつき漫才」を披露。上沼は昨年の81点から一転して90点を付け「今日のはネタがとっても好き」と好意的に評価したものの、どつきツッコミについては「叩いて笑いが来ない」「これ（ドツキ）なしで突っ込んでも笑いは来ます」と述べた。
3組目：とろサーモン【645点 / 暫定1位 → 3位通過】
旅館を題材にしたコント漫才を披露。渡辺は「ラストイヤーだと力が入りがちだが、これだけ軽くさらっと漫才が出来てふざけられて素晴らしい」、礼二は「今日は非常に安定していた」と評した。
4組目：スーパーマラドーナ【640点 / 暫定2位 → 4位タイ】
今大会の敗者復活組。コンパを題材に、過去2年と同様のスタイルのコント漫才を披露。巨人は「ネタの振り方も入り方も漫才らしい」、大吉は「最後、なんかもう一個あれば、とろサーモンより上に付けようと思ってた」と評した。
5組目：かまいたち【640点 / 暫定2位 → 4位タイ】
濱家の怖い話に山内が言いがかりをつけるしゃべくり漫才を披露。小朝は「勝ち切るネタではなかった」として点数を低めにした一方で、95点を付けた巨人は「爆笑が随所にあった」、礼二は「前半から尻上がりに盛り上げていく理想的な漫才」と評した。そんな中、松本は「縄跳びのネタの方がよかったんじゃない?」と、同年の『キングオブコント』で彼らに敗れ2位となったにゃんこスターを引き合いに出し笑いを誘った。
6組目：マヂカルラブリー【607点 / 暫定6位 → 10位】
ミュージカルの出演者のような演技で席に座る客を野田が演じ、村上が「客じゃないか!?」というツッコミを繰り返すコント漫才を披露。全審査員から80点台を付けられ、渡辺は「同じことの繰り返しだけに終始していた」ことを敗因に挙げた。さらに今大会の最低評点である83点を付けた上沼から「本気でやってるっちゅーてんねんコッチも!」などと酷評を受け、最終的に野田が上着を脱ぐ暴挙にまで発展した。
7組目：さや香【628点 / 暫定4位 → 7位】
うたのおにいさんを題材にした歌ネタコント漫才を披露。上沼は「リズム感があるし、本気になりきるからすごく良い。漫才から離れてもスターになるような気がする」、渡辺は「シュッとしてる感じなのに傍でボケれるとは、なかなか良いキャラ」と評した。一方で唯一80点台を付けた巨人は「ちょっとネタが単純かな」と自身の思いを語った。
8組目：ミキ【650点 / 暫定1位 → 2位通過】
「鈴木」という漢字を書きたい亜生に、昴生が綴りを全身で教えようとするというしゃべくり漫才を披露。松本は「このテンポでこんだけやられたら圧巻かな」と高く評価したが、礼二は「捉えるところが細かすぎて、もう少し大きな展開も欲しい」、大吉は「もうちょっとシャープなボケが入っていたらもっと点数が入っていた」と指摘した。
9組目：和牛【653点 / 暫定1位 → 1位通過】
ウエディングプランナーを題材にしたコント漫才を披露。巨人は「このまま行ったら落ちそうだと思いながら見ていたが、後半が上手かった」、松本は「二人(水田)の役が途中で変わる、あんまりやってないパターン」、小朝は「前半ではボケ(水田)、後半ではツッコミ(川西)の方が弾けてたのが良かった」と評した。
10組目：ジャルジャル【636点 / 6位】
変な校内放送をやるから盛り上げてほしいという福徳に対して、後藤がリズミカルにツッコミをいれるリズムゲームのようなネタを披露。審査員からの評価が大きく分かれ、今大会最高評点の95点を付けた松本も「僕は一番面白かったんですけど、そうでもない人もおるかな」と語った。礼二は「同じ繰り返しがあった。裏切られたような感じも見せてほしかった」と指摘した。

### 最終決戦
最終決戦はファーストラウンド1位の和牛、2位のミキ、3位のとろサーモンの3組で争われた。ファーストラウンド上位の組から順番を選択した結果、とろサーモン、ミキ、和牛の順にネタを披露することとなった。
1組目：とろサーモン
村田が石焼き芋屋さんをやりたいと言い出すも次第に久保田に乗っ取られる形で脱線していき、最終的には久保田が芋神様と呼ばれる神を崇拝する教祖と信者を演じるようになるというコント漫才を披露した。
2組目：ミキ
昨年の敗者復活戦と同様、『スターウォーズ』を題材にしたしゃべくり漫才を披露した。
3組目：和牛
旅館を題材にしたコント漫才を披露。ファーストラウンドのとろサーモンとネタも配役も被るという事態が起こった。
最終投票では、巨人、松本、上沼が和牛に、渡辺、礼二、小朝、大吉がとろサーモンに投票。4票を獲得したとろサーモンが13代目王者となった。

## 結果

### 準決勝（結果）
- コンビ名、所属事務所は出場当時。
- 金背景は決勝戦進出者。

| グループ | コンビ名           | 所属事務所                             | 結果 |
| -------- | ------------------ | -------------------------------------- | ---- |
| A        | アキナ             | よしもとクリエイティブ・エージェンシー | 敗退 |
| A        | からし蓮根         | よしもとクリエイティブ・エージェンシー | 敗退 |
| A        | 東京ホテイソン     | グレープカンパニー                     | 敗退 |
| A        | アイロンヘッド     | よしもとクリエイティブ・エージェンシー | 敗退 |
| A        | 笑撃戦隊           | ワタナベエンターテインメント           | 敗退 |
| A        | 見取り図           | よしもとクリエイティブ・エージェンシー | 敗退 |
| A        | ゆにばーす         | よしもとクリエイティブ・エージェンシー | 通過 |
| A        | ランジャタイ       | オフィス北野                           | 敗退 |
| B        | セルライトスパ     | よしもとクリエイティブ・エージェンシー | 敗退 |
| B        | とろサーモン       | よしもとクリエイティブ・エージェンシー | 通過 |
| B        | マヂカルラブリー   | よしもとクリエイティブ・エージェンシー | 通過 |
| B        | 天竺鼠             | よしもとクリエイティブ・エージェンシー | 敗退 |
| B        | カミナリ           | グレープカンパニー                     | 通過 |
| B        | さらば青春の光     | ザ・森東                               | 敗退 |
| B        | Aマッソ            | ワタナベエンターテインメント           | 敗退 |
| B        | 南海キャンディーズ | よしもとクリエイティブ・エージェンシー | 敗退 |
| C        | 囲碁将棋           | よしもとクリエイティブ・エージェンシー | 敗退 |
| C        | 相席スタート       | よしもとクリエイティブ・エージェンシー | 敗退 |
| C        | さや香             | よしもとクリエイティブ・エージェンシー | 通過 |
| C        | ニューヨーク       | よしもとクリエイティブ・エージェンシー | 敗退 |
| C        | スーパーマラドーナ | よしもとクリエイティブ・エージェンシー | 敗退 |
| C        | ジャルジャル       | よしもとクリエイティブ・エージェンシー | 通過 |
| C        | 三四郎             | マセキ芸能社                           | 敗退 |
| D        | アインシュタイン   | よしもとクリエイティブ・エージェンシー | 敗退 |
| D        | 霜降り明星         | よしもとクリエイティブ・エージェンシー | 敗退 |
| D        | ハライチ           | ワタナベエンターテインメント           | 敗退 |
| D        | ミキ               | よしもとクリエイティブ・エージェンシー | 通過 |
| D        | かまいたち         | よしもとクリエイティブ・エージェンシー | 通過 |
| D        | 和牛               | よしもとクリエイティブ・エージェンシー | 通過 |
| D        | 大自然             | よしもとクリエイティブ・エージェンシー | 敗退 |

### 敗者復活戦（結果）
- コンビ名、所属事務所は出場当時。結成年は正しいもののみを記載する。
- 金背景は決勝戦進出者。

| 順位 | コンビ名 所属事務所                                       | 結成年 | 敗者復活戦 出場歴 | 予選 順位 | 出番 | 票数       |
| ---- | --------------------------------------------------------- | ------ | ----------------- | --------- | ---- | ---------- |
| 1位  | スーパーマラドーナ よしもとクリエイティブ・エージェンシー | 2003年 | 3大会ぶり 7回目   | 10位      | 20番 | 23万1705票 |
| 2位  | ハライチ ワタナベエンターテインメント                     | 2006年 | 5大会ぶり 2回目   | 17位      | 13番 | 12万0742票 |
| 3位  | 天竺鼠 よしもとクリエイティブ・エージェンシー             | 2004年 | 2年ぶり 8回目     | 20位      | 10番 | 10万5887票 |
| 4位  | アインシュタイン よしもとクリエイティブ・エージェンシー   | 2011年 | 3年連続 3回目     | 15位      | 15番 | 10万2860票 |
| 5位  | 三四郎 マセキ芸能社                                       | 2005年 | 2年連続 2回目     | 26位      | 5番  | 9万0116票  |
| 6位  | 南海キャンディーズ よしもとクリエイティブ・エージェンシー | 2003年 | 5大会ぶり 3回目   | 16位      | 14番 |            |
| 7位  | 相席スタート よしもとクリエイティブ・エージェンシー       | 2013年 | 2年ぶり 2回目     | 11位      | 19番 |            |
| 8位  | ニューヨーク よしもとクリエイティブ・エージェンシー       | 2010年 | 2年連続 2回目     | 12位      | 18番 |            |
| 9位  | さらば青春の光 ザ・森東                                   | 2008年 | 2年ぶり 3回目     | 14位      | 16番 |            |
| 10位 | 笑撃戦隊 ワタナベエンターテインメント                     | 2008年 | 2年ぶり 3回目     | 29位      | 2番  |            |
| 11位 | 霜降り明星 よしもとクリエイティブ・エージェンシー         | 2013年 | 2年連続 2回目     | 19位      | 11番 |            |
| 12位 | 大自然 よしもとクリエイティブ・エージェンシー             | 2015年 | 2年連続 2回目     | 13位      | 17番 |            |
| 13位 | セルライトスパ よしもとクリエイティブ・エージェンシー     | 2009年 | 2年ぶり 3回目     | 22位      | 8番  |            |
| 14位 | 見取り図 よしもとクリエイティブ・エージェンシー           | 2007年 | 4大会ぶり 2回目   | 18位      | 12番 |            |
| 15位 | からし蓮根 よしもとクリエイティブ・エージェンシー         | 2013年 | 初出場            | 28位      | 3番  |            |
| 16位 | 囲碁将棋 よしもとクリエイティブ・エージェンシー           | 2004年 | 2年ぶり 5回目     | 21位      | 9番  |            |
| 17位 | アイロンヘッド よしもとクリエイティブ・エージェンシー     | 2007年 | 初出場            | 24位      | 7番  |            |
| 18位 | 東京ホテイソン グレープカンパニー                         | 2015年 | 初出場            | 25位      | 6番  |            |
| 19位 | Aマッソ ワタナベエンターテインメント                      | 2010年 | 2年連続 2回目     | 27位      | 4番  |            |
| 20位 | ランジャタイ オフィス北野                                 | 2007年 | 初出場            | 30位      | 1番  |            |

### 決勝戦（結果）
| 金背景   | 1位通過、優勝      |
| 銀背景   | 2位通過            |
| 銅背景   | 3位通過            |
| 赤文字   | 審査員別の最高評点 |
| 青文字   | 審査員別の最低評点 |
| 赤太文字 | 全体の最高評点     |
| 青太文字 | 全体の最低評点     |

- 順位は最終決戦に進出したコンビは票数、それ以外のコンビはファーストラウンドの得点による順序。
  - ファーストラウンドの得点、高得点を付けた審査員の人数がどちらも同じ場合は同順位とし、得点欄に括弧書きで高得点を付けた審査員の人数を記載。
- 所属事務所は出場当時、結成年の太字はラストイヤー。
- 敗者復活組はキャッチコピーが無いため、「（敗者復活組）」とする。
- 順位や得点などをまとめた表は、矢印がついたセルをクリックすると、昇順、降順、元の順の順番で並び替えられる。

| 順位 | コンビ名 所属事務所                                       | No.  | 結成年 | 決勝戦進出歴      | キャッチコピー           | ファースト | ファースト    | 最終決戦 | 最終決戦 |
| 順位 | コンビ名 所属事務所                                       | No.  | 結成年 | 決勝戦進出歴      | キャッチコピー           | 出番       | 得点          | 出番     | 得票     |
| ---- | --------------------------------------------------------- | ---- | ------ | ----------------- | ------------------------ | ---------- | ------------- | -------- | -------- |
| 優勝 | とろサーモン よしもとクリエイティブ・エージェンシー       | 2465 | 2002年 | 初進出            | ついにキターーー！！     | 3番        | 645点         | 1番      | 4票      |
| 2位  | 和牛 よしもとクリエイティブ・エージェンシー               | 2467 | 2006年 | 3年連続 3回目     | 3度目の正直              | 9番        | 653点         | 3番      | 3票      |
| 3位  | ミキ よしもとクリエイティブ・エージェンシー               | 1826 | 2012年 | 初進出            | 兄弟漫才                 | 8番        | 650点         | 2番      | 0票      |
| 4位  | スーパーマラドーナ よしもとクリエイティブ・エージェンシー | 2000 | 2003年 | 3年連続 3回目     | （敗者復活組）           | 4番        | 640点 （3名） |          |          |
| 4位  | かまいたち よしもとクリエイティブ・エージェンシー         | 37   | 2004年 | 初進出            | 史上初の2冠へ            | 5番        | 640点 （3名） |          |          |
| 6位  | ジャルジャル よしもとクリエイティブ・エージェンシー       | 2831 | 2003年 | 2年ぶり 3回目     | 帰ってきたフリースタイル | 10番       | 636点         |          |          |
| 7位  | さや香 よしもとクリエイティブ・エージェンシー             | 1346 | 2014年 | 初進出 ノーシード | 無印                     | 7番        | 628点         |          |          |
| 8位  | ゆにばーす よしもとクリエイティブ・エージェンシー         | 776  | 2013年 | 初進出            | 野生女×インドア男        | 1番        | 626点         |          |          |
| 9位  | カミナリ グレープカンパニー                               | 3642 | 2011年 | 2年連続 2回目     | 進化のどつき漫才         | 2番        | 618点         |          |          |
| 10位 | マヂカルラブリー よしもとクリエイティブ・エージェンシー   | 777  | 2007年 | 初進出            | 摩訶不思議               | 6番        | 607点         |          |          |

| 出番順 | コンビ名           | 得点計 | 巨人 | 渡辺 | 礼二 | 小朝 | 大吉 | 松本 | 上沼 |
| ------ | ------------------ | ------ | ---- | ---- | ---- | ---- | ---- | ---- | ---- |
| 1      | ゆにばーす         | 626    | 89   | 87   | 90   | 91   | 92   | 87   | 90   |
| 2      | カミナリ           | 618    | 87   | 86   | 89   | 90   | 91   | 85   | 90   |
| 3      | とろサーモン       | 645    | 88   | 93   | 93   | 93   | 93   | 92   | 93   |
| 4      | スーパーマラドーナ | 640    | 94   | 91   | 92   | 91   | 93   | 90   | 89   |
| 5      | かまいたち         | 640    | 95   | 89   | 94   | 90   | 92   | 91   | 89   |
| 6      | マヂカルラブリー   | 607    | 86   | 89   | 88   | 89   | 88   | 84   | 83   |
| 7      | さや香             | 628    | 87   | 91   | 90   | 90   | 90   | 90   | 90   |
| 8      | ミキ               | 650    | 93   | 94   | 91   | 92   | 91   | 94   | 95   |
| 9      | 和牛               | 653    | 92   | 92   | 93   | 94   | 94   | 93   | 95   |
| 10     | ジャルジャル       | 636    | 93   | 88   | 89   | 90   | 91   | 95   | 90   |

| 出番順 | コンビ名     | 得票数 | 巨人 | 渡辺 | 礼二 | 小朝 | 大吉 | 松本 | 上沼 |
| ------ | ------------ | ------ | ---- | ---- | ---- | ---- | ---- | ---- | ---- |
| 1      | とろサーモン | 4      |      | ★    | ★    | ★    | ★    |      |      |
| 2      | ミキ         | 0      |      |      |      |      |      |      |      |
| 3      | 和牛         | 3      | ★    |      |      |      |      | ★    | ★    |

| 最高評点 | 95点 上沼恵美子（和牛、ミキ） オール巨人（かまいたち） 松本人志（ジャルジャル） |
| 最低評点 | 83点 上沼恵美子（マヂカルラブリー）                                             |
| 平均点   | 634.3点                                                                         |

## 記録・エピソード
- 第11回（2015年）から3年連続で男女コンビが決勝戦に初進出した（第11回：メイプル超合金、第12回：相席スタート、第13回：ゆにばーす）。
- ゆにばーす・はら、さや香・新山は、大会史上初となる平成生まれの決勝進出者となり、新山は1990年代生まれで初の決勝進出者となった。
- よしもとクリエイティブ・エージェンシー（現・吉本興業）所属コンビが過去最多の9組（敗者復活組を含む）となった。
- かまいたちは、キングオブコントを優勝した同年に決勝進出した唯一のコンビである。
- ファーストラウンドで初めて、同点かつ高い点数を付けた審査員の数が同じコンビが出た（かまいたち、スーパーマラドーナ）。2組に順位の優劣は付けず、同率4位とされている[注 7]。
- 第10回（2010年）以来、3大会ぶり（7年ぶり）に全審査員から90点未満の評点を受けたコンビが出た（マヂカルラブリー）。
- 第7回（2007年）から6大会に渡って続いていた、敗者復活組の最終決戦進出記録がこの年で途切れる事となった[注 8]。
- 平均94点以上のコンビが現れなかったのは、現時点ではこの回が最後となっている。
- 初めて全審査員の評点の平均が90点以上となった（最低点は渡辺正行の90.0点）。
- 初めてファーストラウンドを3位通過したコンビが優勝した。ファーストラウンドにおいて審査員ごとの最高評点を受けなかったコンビの優勝も初。
  - ラストイヤーで決勝初出場を果たしたコンビが優勝したのは、第1回（2001年）の中川家以来、12大会ぶり（16年ぶり）。
  - とろサーモンは大会出場11回目[注 9]での優勝となった。
  - ラストイヤーでの優勝は第10回（2010年）の笑い飯以来、3大会ぶり5組目。大会復活後、初めてラストイヤーで優勝したコンビであり、結成年数15年での優勝は結成から優勝までの最長記録である。さらに、笑い飯（10年）が持っていた初出場から優勝までの最長記録も15年に更新した。
  - 第9回（2009年）のパンクブーブー以来、4大会ぶり（8年ぶり）に史上2組目の九州出身のコンビが優勝した（村田秀亮、久保田かずのぶ共に宮崎県）。
- 初めて、2年連続で同じコンビが2位となった（和牛）。

## DVD
2018年5月23日によしもとミュージックエンタテインメント（現：よしもとミュージック）から発売された。
タイトルは『M-1グランプリ2017 人生大逆転! 〜崖っぷちのラストイヤー〜』。
| DISC | 収録内容                                                                                                | 収録時間 |
| ---- | --- | -------- |
| 1    | M-1グランプリ2017決勝 M-1アフター～王者に密着24時間～                                                   | 180分    |
| 2    | 敗者復活戦 世界最速ファイナリスト全員集合スペシャル DVD初公開 とろサーモンNo.1決定戦T(とろ)-1グランプリ | 178分    |

## スタッフ
- M-1グランプリ2017事務局：植田隆志、原田恵子、佐久間浩、石川睦和、金井満晴、川原健太、山浦泰成、和田美樹
- 構成：倉本美津留、前田政二、石原健次
- 予選審査員（50音順）：浅利哲也、稲見周平、宇田川岳史、大池晶、大井洋一、大塚智仁、金山敏治、北島一人、倉本美津留、小倉マサ志、小堂稔典、庄司卓生、スマイルメロディー、高橋東希也、ハスミマサオ、長谷川朝二、前田政二、村上太、森、やまだともカズ、吉原洋、和田義浩
- ナレーション：畑中ふう、イディス・カユミ、ロビー・ベルグレイド
- 〈スタジオ技術〉
  - 総合TD：村越順司（ABC）
  - TM：野尻勝弘（ABC）、福元昭彦（テレビ朝日）、本郷勝則（テイクシステムズ）、中野照規（共立）
  - TD：山田由香（テイクシステムズ）
  - SW：川本龍文（ABC）
  - CAM：田中康彦・長野允耶（共にABC）、古橋稔（テイクシステムズ）、川崎圭一郎（アイネックス）
  - MIX：山中康男（ABC）、猪俣晃（テイクシステムズ）
  - VE：宇佐美貴士（ABC）、東那美（テイクシステムズ）
  - 照明：瀧本貴士（ABC）、岡本勝彦（共立）
  - VTR：伊藤和博、澤田翔平（テイクシステムズ）
  - PA：石渡洋志、宇都宮晋也
  - SVC：福井哲也・早田義貴（共にテイクシステムズ）
  - 音響効果：清水康義、沼波良子、北山景太郎
  - EED：早川徹哉
  - テクノクレーン：坂野昇
  - 一眼レフカメラ：相川博昭
  - TK：多田羅英子・吉条雅美・池田真梨絵（全員エムアンドエム）
- 〈スタジオ美術〉
  - 総合美術P（プロデューサー）：森つねお
  - 美術：小山晃弘
  - デザイン：豊田裕基
  - 美術進行：渡辺眞太郎
  - 大道具：塚田祐介、田口泰久
  - 特殊装置・電飾：黒野堅太郎、千田徹哉
  - LED：下園拓也
  - 小道具：宮本恵美子
  - 特殊効果：釜田智志
  - メイク：松崎有希
  - CGデザイン：野沢栄二、藤岡美栄子、佐藤信太郎、岡田望愛
  - バーチャルCG：加藤喬、永田晃、羽田野英治、崔美季
  - 得点CG：菅野夏木、林道大輔、岸本淳平、筒井嘉範
  - テロップ：青木崇、LIM JOOSUK、河邉雄大、小川龍也、池ヶ谷裕知、伊藤茜、二瓶勇輝、小口陽平
  - キャラクターデザイン：仲里カズヒロ、コジケン
- 〈ABC本社 Gサブ〉
  - P（プロデューサー）：竹島和彦（ABC）
  - D（ディレクター）：髙木伸也・矢内達也（共にABC）
  - TD：玉木雅之（ABC）
  - SW：桜田滋大（ABC）
  - VE：佐藤雄亮（ABC）
  - MIX：葛原宏一（ABC）
- 〈六本木ヒルズアリーナ 敗者復活会場〉
  - プロデューサー：佐々木匡哉（ABC）、佐々木聡・中田美津子（共によしもとクリエイティブ・エージェンシー）
  - ディレクター：南雄大（ABC）
  - FD：黒田源治（エスエスシステム）、新谷洋介（よしもとクリエイティブ・エージェンシー）
  - TD：岡田光司（ABC）
  - SW：小西剛生（ABC）
  - CAM：栢分祐二（ABC）、宮本邦慶（テイクシステムズ）
  - VE：丸尾恵介（アイネックス）、菅原将（テイクシステムズ）
  - MIX：岩橋貞成・坂本宗之（共にABC）
  - クレーン：毛利隆治
  - 照明：細川圭吾（ABC）、高木英紀（共立）
  - PA：黒川英明、佐藤直史
  - 回線：小林恭大・江尻和茂（共にテイクシステムズ）
  - デザイン：山下創平（ABC）、吉岡理人
  - 美術進行：亀井直子
  - ステージ：斉藤政利
  - 大道具：岩倉秀和
  - 装飾：日暮末
- 編成：石橋義史・丘文奈・園部充・佐々木真司（全員ABC）
- 番組宣伝：土肥繁葉樹・阪本美鈴・田中彰・高橋寿英・朝比奈紀子・市川貴裕（全員ABC）、笠井陽介・重枝栄子・北川美帆（全員よしもとクリエイティブ・エージェンシー）
- 営業：杉谷透洋・前原倫子・朝比茂信・多喜澪（共にABC）、岸英輔・永谷真美・竹田大輝（全員よしもとクリエイティブ・エージェンシー）
- デスク：岡由子・中村美恵・松原幹（全員ABC）、竹山知子（WINSWIN）、菊地裕衣子
- キャスティング：田村力（ビーオネスト）
- WEB企画協力：GYAO! 中西賢一、田代堅一、桃井伸介、高橋基
- 協力：よしもとクリエイティブ・エージェンシー、よしもとブロードエンタテインメント、ビープス、ウイング、TASKO inc.、ノンプロダクション、テイクシステムズ、ViViA、テルミック、共立、ロッコウ・プロモーション、ヴァルス、森ビル、tv asahi create、テレビ朝日サービス、俳優座劇場、東京美術、RISING、アイネックス、ONS、テレフィット、京葉レヂボン、NKL、つむら工芸、六分儀、シンテイトラスト、イングス、戯音工房、Shutterstock.com、関西東通、PIXTA、ルールブック
- 映像提供：読売テレビ、テレビ西日本
- AD：大迫浩幹・藤本能範（共にABC）、山岸望、亀松ゆき子
- デスク：岡由子・中村美恵（共にABC）、竹山知子・三留紗依（WINSWIN）、菊地裕衣子
- AP：岡﨑由記（ABC）、山根敏浩
- FD：藤井雅彦・坂巻歩美（共にWINSWIN）、大久保早紀
- 取材ディレクター：鈴木顕尚、森俊平、杉浦伸男、西山達也、有元厚二
- ディレクター：山口正紘・芝聡・北村誠之・山田拓・下山航平・中村光・大野祐司・渡辺文人・石田琢真・西村晃介・前田健太（全員ABC）、羽根田梅子、榊原佑記、岡部友明、大野剛史、森島孝志
- VTR演出：伊東伸一郎・米嶋悟志（共にWINSWIN）
- 総合演出：桒山哲治（ABC）
- 演出監修：田中和也（ABC）
- プロデューサー：西尾理志・安井一成・近藤真広・佐々木匡哉（全員ABC）、植田隆志（よしもとクリエイティブ・エージェンシー）、本岡豊基・風見昌弘・堀脇慎志郎・高井孝平・寺澤英浩（全員WINSWIN）、黒木明紀（NON PRO）
- チーフプロデューサー：辻史彦（ABC）、村野裕亮（吉本興業）
- 制作協力：ウインズウイン
- 協力：テレビ朝日
- 制作：ABC、吉本興業